# Џона Болден
Џона Ентони Болден (енгл. Jonah Anthony Bolden; Мелбурн, 2. јануар 1996) аустралијски је кошаркаш. Игра на позицији крилног центра, а тренутно је без ангажмана. Изабран је за најбољег младог играча Јадранске лиге у сезони 2016/17. На драфту 2017. године изабран је у другој рунди као 36. пик од стране Филаделфије.

## Успеси

### Клупски
- Макаби Тел Авив:
  - Првенство Израела (1): 2017/18.
  - Лига куп Израела (1): 2017.

### Појединачни
- Најбољи млади играч Јадранске лиге (1): 2016/17.